# CSI: NY (seizoen 9)
Het 9e seizoen van de Thriller Crime Scene Investigation New York

## Afleveringen
| Nr. | Titel aflevering                                           | Uitzenddatum VS   | Uitzenddatum NL   | Uitzenddatum VL  | Productienummer |
| --- | ---------------------------------------------------------- | ----------------- | ----------------- | ---------------- | --------------- |
| 181 | Reignited                                                  | 28 september 2012 | 8 april 2013      | 30 december 2012 | 901             |
| 182 | Where There's Smoke...                                     | 5 oktober 2012    | 15 april 2013     | 6 januari 2013   | 902             |
| 183 | 2,918 Miles                                                | 12 oktober 2012   | 22 april 2013     | 13 januari 2013  | 903             |
| 184 | Unspoken                                                   | 19 oktober 2012   | 6 mei 2013        | 28 januari 2013  | 904             |
| 185 | Misconceptions                                             | 26 oktober 2012   | 13 mei 2013       | 4 februari 2013  | 905             |
| 186 | The Lady in the Lake                                       | 2 november 2012   | 20 mei 2013       | 11 februari 2013 | 906             |
| 187 | Clue: SI                                                   | 9 november 2012   | 27 mei 2013       | 18 februari 2013 | 907             |
| 188 | Late Admissions                                            | 16 november 2012  | 3 juni 2013       | 24 februari 2013 | 908             |
| 189 | Blood Out                                                  | 30 november 2012  | 10 juni 2013      | 4 maart 2013     | 909             |
| 190 | The Real McCoy                                             | 7 december 2012   | 17 juni 2013      | 11 maart 2013    | 910             |
| 191 | Command + P                                                | 4 januari 2013    | 24 juni 2013      | 18 maart 2013    | 911             |
| 192 | Civilized Lies                                             | 11 januari 2013   | 26 augustus 2013  | 25 maart 2013    | 912             |
| 193 | Nine Thirteen                                              | 18 januari 2013   | 2 september 2013  | 1 april 2013     | 913             |
| 194 | White Gold                                                 | 1 februari 2013   | 9 september 2013  | 8 april 2013     | 914             |
| 286 | CSI: Crime Scene Investigation: In Vino Veritas (deel 1/2) | 6 februari 2013   | 1 april 2013      | 15 april 2013    | 1313            |
| 195 | Seth and Apep (deel 2/2)                                   | 8 februari 2013   | 1 april 2013      | 15 april 2013    | 915             |
| 196 | Blood Actually                                             | 15 februari 2013  | 16 september 2013 | 22 april 2013    | 916             |
| 197 | Today is Life                                              | 22 februari 2013  | 23 september 2013 | 29 april 2013    | 917             |